# Claude Maupomé
Claude Maupomé, née le 2 novembre 1920 à Paris et morte le 31 mars 2006 à Lannemezan dans les Hautes-Pyrénées, est une productrice de radio française.

## Biographie
On sait peu de choses de sa formation et de sa vie privée. Elle est surtout connue pour avoir été, de 1975 à 1990, la productrice et l'animatrice sur France Musique de l'émission dominicale Le Concert égoïste, devenue par la suite Comment l'entendez-vous ?.
Claude Maupomé fut un temps la compagne de l'écrivain Antoine Blondin (1922-1991) auquel elle aurait inspiré le titre de son roman Un singe en hiver.